# 巴塞爾·哈爾塔比爾
巴塞爾·哈爾塔比爾（Bassel Khartabil，阿拉伯语：‎，1981年5月22日—2015年10月3日），亦被稱為Bassel Safadi（阿拉伯语：‎），是一位巴勒斯坦裔敘利亞開放源碼軟體工程師。自2012年3月15日，敘利亞起義一週年時，哈爾塔比爾即被敘利亞政府拘留於大馬士革Adra監獄。
哈爾塔比爾從小生長在敘利亞，長大後從事軟體開發工作。他曾是Aiki實驗室的技術長和共同創辦人，也曾任 Al-Aous的技術長（Al-Aous是一家出版和研究考古學和藝術相關事物的敘利亞研究中心）。他曾服務於敘利亞創作共用，他的貢獻亦可見於Mozilla Firefox、維基百科、開放美工圖庫、Fabricatorz和分享主義。
哈爾塔比爾在后期致力於敘利亞古城巴爾米拉的3D實景重建和即時影像，並與Fabricatorz合作開發Aiki Framework。
2012年3月15日，有民主運動家透露哈爾塔比爾被拘留於大馬士革的Mazzeh區。當天也是敘利亞起義一週年，全國有許多支和反政府的抗議活動。釋放巴塞爾行動（#FREEBASSEL）的組織者說，巴塞爾目前被拘留在大馬士革Kfar Sousa區的一所的安全處。他被拘禁的消息於7月初傳開，要求立即釋放哈爾塔比爾的行動在全球多處展開。
《外交政策》雜誌將巴塞爾與Rima Dali並列於2012年全球百位思想家第19位，原因為「堅持不懈，克服一切困難，為敘利亞和平革命作出貢獻。」
2013年3月15日，釋放巴塞爾行動（#FREEBASSEL）計畫與创作共用、Mozilla和其他社群領袖引發了「釋放巴塞爾日活動」，活動產生了許多公共藝術作品、聚會討論、新聞輿論和影像記錄。
2015年10月，巴塞爾失蹤，並於同月遭敘利亞當局處決。其遺孀於2017年8月1日收到政府相關消息，並獲得敘利亞人權觀察證實。

## 得獎
2013年3月21日，巴塞爾獲得查禁目錄所頒的數位自由獎，友人Dana Trometer和王立中代為領獎，仍在監獄中的巴塞爾透過這兩位友人表達謝意，并向「所有为言論自由斗争而受害的人们致意，特別是那些拒絕武裝的非暴力青年们，也應該受到這個獎的肯定。」

## 外部連結
- Free Bassel
- #FREEBASSEL （页面存档备份，存于）
- Interview with Bassel about the role of Creative Commons in the Arab world (in Arabic) （页面存档备份，存于）